# Die Geschichte Englands (Austen)

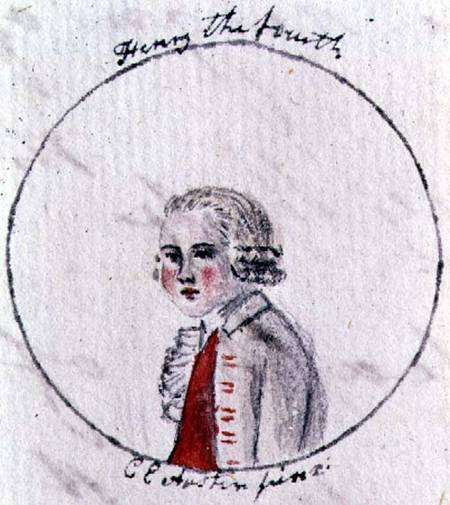
Heinrich IV., Aquarell von Cassandra Austen

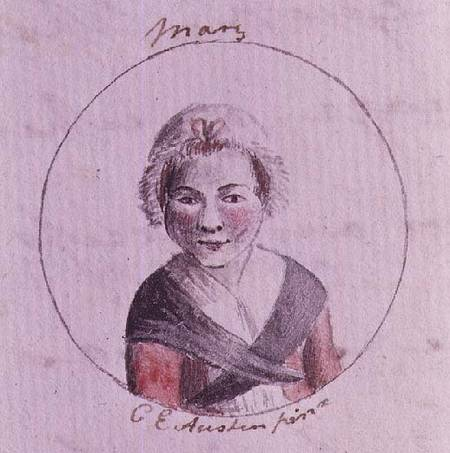
Maria I.

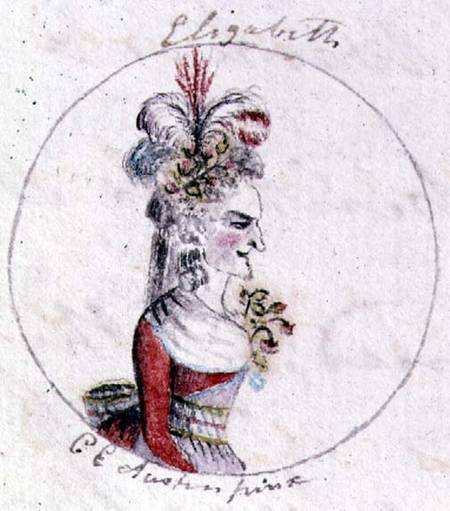
Elisabeth I.

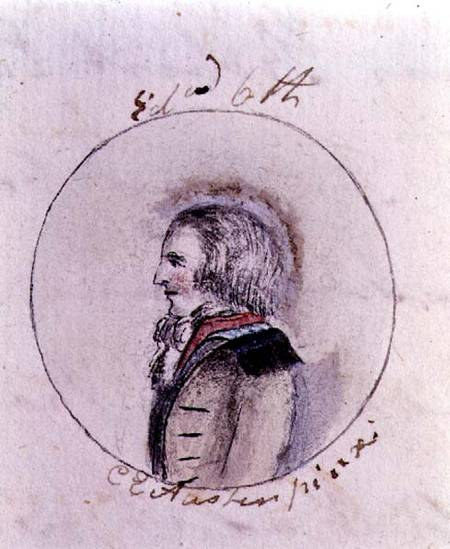
Eduard VI.

Die Geschichte Englands (englisch The History of England from the reign of Henry the 4th to the death of Charles the 1st) ist ein Jugendwerk der englischen Schriftstellerin Jane Austen (1775–1817), das die damals Fünfzehnjährige zur Unterhaltung im Familienkreis verfasste und das zu ihren Lebzeiten nie veröffentlicht wurde. Es ist eine von klamaukhafter Übertreibung geprägte, komisch-satirische Nachahmung der Geschichtsschreibung ihrer Zeit. Die Datierung am Ende lautet „Samstag, 26. November 1791“.
| The History of England from the reign of Henry the 4th to the death of Charles the 1st. |
| By a partial, prejudiced, & ignorant Historian To Miſs Austen, eldest daughter of the Revd George Austen, this work is inscribed with all due respect by all due respect by———The Author N.B. There will be very few Dates in this History. |

Bereits das Titelblatt lässt den parodistischen Charakter der Arbeit deutlich werden. Jane Austen bezeichnet sich darauf als „parteiische, voreingenommene und unwissende Historikerin“ und beruhigt den Leser vorsorglich: „In dieser Geschichte werden sehr wenige Daten vorkommen.“ Gewidmet ist Die Geschichte Englands „mit aller gebotenen Hochachtung“ Miss Austen, der ältesten Tochter Reverend George Austens – also der zwei Jahre älteren Schwester Cassandra, die auch die Illustrationen, dreizehn Aquarellminiaturen beisteuerte.

„Ich nehme an, dass meine Leser […] Bescheid wissen, und wenn nicht, dann täten sie am besten daran, ein anderes Geschichtswerk zu lesen, da ich nicht beabsichtige, mich darüber allzusehr auszulassen, denn es ist mir an nichts anderem gelegen als daran, all jene, deren Parteien oder Prinzipien nicht mit den meinen harmonieren, mit Gift und Galle zu überschütten und nicht etwa Kenntnisse zu vermitteln.“

Die in einer handschriftlichen Fassung erhaltene und fünfunddreißig Seiten umfassende Geschichte Englands ist in dreizehn Kapitel gegliedert. Beginnend mit Heinrich IV. und endend bei Karl I. werden englische Monarchen in unkonventioneller und sehr subjektiver Weise porträtiert. So macht die jugendliche Autorin aus ihrem Abscheu gegen Elisabeth I. keinen Hehl, während der katholischen schottischen Königin Maria Stuart sowie dem Haus York ihre besondere Sympathie gilt.
Die Jugendwerke Jane Austens sind – der größte Teil davon in Reinschrift von Austens eigener Hand – in drei Notizbüchern gesammelt: Volume the First, Volume the Second und Volume the Third. Die Geschichte Englands ist in Volume the Second enthalten, dem zweiten Notizbuch, das die Schriftstellerin ihrer Cousine und späteren Schwägerin Eliza de Feuillide gewidmet hat. Volume the Second und Volume the Third befinden sich heute in der British Library, Volume the First in der Bodleian Library in Oxford. The History of England ist als Virtual book online zugänglich gemacht.

„[…] daraufhin hielt der König [Heinrich VI.] eine lange Rede, für welche ich den Leser auf Shakespeares Stücke verweisen muss, und der Prinz hielt eine noch viel längere.“

„Über den Verstand dieses Monarchen [Heinrich VI.] kann ich nicht viel Gutes sagen – und täte es nicht, könnte ich es, denn er war Anhänger des Hauses Lancaster.“

„Die Ereignisse […] sind zu zahlreich für meine Feder, und ohnedies ist mir das Erzählen jeglicher Ereignisse (mit Ausnahme derer, die mich selbst betreffen) von keinem Interesse; mein hauptsächliches Bestreben beim Verfassen dieser Geschichte Englands war es, die Unschuld der Königin von Schottland zu beweisen, was – wie mir einzubilden ich Grund zu haben glaube – ich mit aller Gründlichkeit getan habe […]“